# Lidija Arsentjewna Awerjanowa
Lidija Arsentjewna Awerjanowa (russisch Лидия Арсентьевна Аверьянова; * 4. März 1960 in Kasan) ist eine ehemalige sowjetische Ruderin und dreifache Weltmeisterin im Achter.  
Die 1,80 m große Lidija Awerjanowa ruderte ab 1983 im sowjetischen Achter. Ihren ersten Weltmeistertitel gewann sie bei den Weltmeisterschaften 1983 in Duisburg. 1984 konnte sie wegen des Olympiaboykotts nicht an den Olympischen Spielen in Los Angeles teilnehmen. Bei den Weltmeisterschaften 1985 in Hazewinkel und 1986 in Nottingham gewann sie erneut den Titel mit dem sowjetischen Achter. 1987 bei den Weltmeisterschaften in Kopenhagen siegten die Rumäninnen vor den US-Ruderinnen, Awerjanowa gewann mit dem sowjetischen Achter die Bronzemedaille. Bei ihrer einzigen Olympiateilnahme 1988 in Seoul ruderte Awerjanowa mit dem sowjetischen Achter auf den vierten Platz. 1989 trat sie bei den Weltmeisterschaften in Bled im Vierer ohne Steuerfrau an und belegte den siebten Platz.